# Nigel Bagnall
El Mariscal de Camp Sir Nigel Thomas Bagnall, GCB, CVO, MC (10 de febrer del 1927 - 8 d'abril del 2002) fou un oficial de carrera britànic que fou comandant en cap de l'exèrcit britànic del Rin des del 1983 fins al 1985 i Cap de l'Estat Major General (CGS), el cap professional de l'exèrcit britànic, des del 1985 fins al 1988. A la primera part de la seva carrera militar, es veié implicat en l'emergència de Palestina, l'emergència de Malàisia, l'emergència de Xipre i la confrontació entre Indonèsia i Malàisia. Cap al final de la seva carrera, aconsellà el govern britànic sobre el futur paper de l'arsenal nuclear britànic.

## Carrera a l'exèrcit

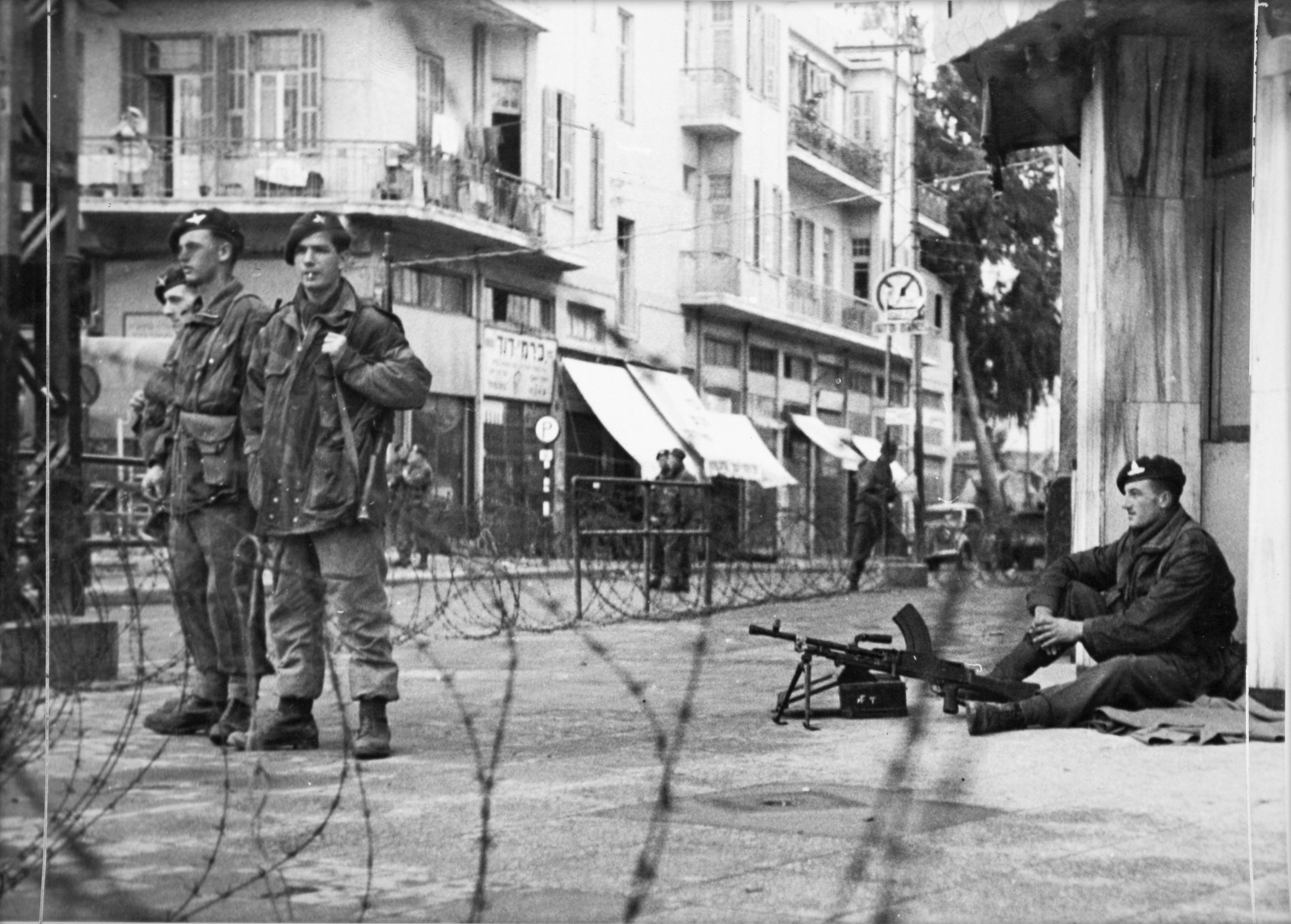
Bagnall prestà servei a Palestina a finals de la dècada del 1940.

Nascut a l'Índia britànica, fill del tinent coronel Harry Stephen Bagnall i de Marjory May Bagnall, educat al Wellington College, Bagnall complí el servei militar durant un any abans de passar als Green Howards el 5 de gener del 1946. Tanmateix, poc després, el 13 de febrer del 1946, fou transferit al regiment paracaigudista i fou enviat a Palestina, on el mandat britànic estava a les acaballes. Promogut al grau de lloctinent el 24 de setembre del 1949, prestà servei a la Federació Malaia, on fou comandant de patrulla i li fou concedida la Creu Militar el 1950 i una barra a la Creu Militar el 1952.
Promogut al grau de capità el 10 de febrer del 1954, a l'estiu del 1954 tornà als Green Howards i el 1955 participà en operacions de contrainsurgència contra unitats de l'EOKA a Xipre. El 24 d'abril del 1956 fou transferit als 4th/7th Royal Dragoon Guards. Fou promogut a major el 10 de febrer del 1961 i nomenat assistent militar al vicecap de l'estat de defensa el maig del 1964. El març del 1966 esdevingué oficial de grau superior encarregar d'activitats d'intel·ligència per a operacions a Borneo.
Promogut a tinent coronel el 31 de desembre del 1966, esdevingué comandant dels 4th/7th Royal Dragoon Guards el 1967 i, com a tal, prestà servei a Omagh (Irlanda del Nord) i Sennelager (Alemanya). Promogut a coronel el 31 de desembre del 1969, el desembre del 1970 esdevingué comandant del Royal Armoured Corps al Primer Cos abans de tornar a ser promogut, aquest cop a general de brigada, el 31 de desembre del 1970. El setembre del 1973 fou nomenat secretari del Comitè de l'Estat Major del Ministeri de Defensa. El 21 de setembre del 1975 fou nomenat General Officer Commanding (GOC) de la 4a Divisió, amb el grau permanent de general major a partir de l'1 de novembre del 1975 i Cap Adjunt de l'Estat Major de Defensa (Política) del Ministeri de Defensa el 7 de gener del 1978.

Bagnall menà l'exèrcit britànic del Rin a mitjans de la dècada del 1980, en el punt àlgid de la Guerra Freda.

Esdevingué el comandant del 1r Cos l'1 de novembre del 1980 amb el grau de tinent general i, després de ser nomenat cavaller comandant de l'Orde del Bany en els New Year Honours del 1981, esdevingué comandant en cap de l'exèrcit britànic del Rin i comandant del Grup d'Exèrcits Septentrional de l'OTAN amb el grau de general l'1 de juliol del 1983. Com a comandant del Grup d'Exèrcits Septentrional, hagué de treballar amb l'estratègia de defensa avançada de l'OTAN i convèncer els alemanys que seria necessari cedir una mica de territori per resistir un atac massiu de l'Exèrcit Roig.
Després d'ascendir a Cavaller Gran Creu de l'Orde del Bany en els Queen's Birthday Honours del 1985 i esdevenir ajudant de camp a la reina Elisabet II el 30 de juliol del 1985, l'agost del 1985 fou nomenat Cap de l'Estat Major, càrrec en el qual fou un participant clau en el debat sobre el futur paper de l'arsenal nuclear britànic. Fou promogut a mariscal de camp el 9 de setembre del 1988 en retirar-se de l'exèrcit britànic.
Així mateix, fou nomenat coronel comandant del Royal Army Physical Training Corps el 5 de febrer del 1981 i coronel comandant del Royal Armoured Corps l'1 d'agost del 1985.
Ja jubilat, esdevingué historiador militar i membre del Balliol College. Escrigué una història de les guerres púniques publicada el 1990 i una història de la guerra del Peloponès publicada pòstumament.
Morí el 8 d'abril del 2002 a l'edat de 75 anys.

## Família
El 1959 es casà amb Anna Caroline Church, amb qui tingué dues filles.

## Obres historiogràfiques
- Bagnall, N. The Punic Wars: Rome, Carthage and the Struggle for the Mediterranean (en anglès).  Pimlico, 1999. ISBN 978-0-7126-6608-4.
- Bagnall, Nigel, The Peloponnesian War: Athens, Sparta and the Struggle for Greece, Londres: Pimlico, 2004, ISBN 978-0-712-69881-8